# Суверенное государство Ордена Бекташи
Суверенное государство ордена Бекта́ши (алб. Shteti Sovran i Urdhrit Bektashi) — проект карликового государства, которое должно расположиться в албанской столице Тиране и стать самым маленьким государством в мире. Должно быть создано, как государство суфийского ордена Бекташи.
Известно, что государство будет создано по подобию Ватикана, католического государства-анклава в итальянском Риме. Суверенное государство Ордена Бекташи должно стать самым маленьким в мире, сместив Ватикан, и самым молодым на момент создания.

## История

### История Ордена Бекташи в Албании
До 1925 года Бекташи располагались преимущественно в османской Анатолии, но с приходом к власти Мустафы Кемаля Ататюрка и созданием современной Турецкой республики, орден был закрыт и был вынужден переместиться в Албанию. Лидером ордена на тот момент являлся Салих Ниязи, этнический албанец. Он основал Всемирную штаб-квартиру Ордена Бекташи в Тиране. В 1930 году албанский парламент утвердил устав бекташи, а албанский стал официальным языком ордена.
С приходом коммунистов, а в особенности Энвера Ходжи к власти в Албании, в стране началась антирелигиозная кампания, которой подверглись в том числе бекташи.
Орден Бекташи стал восстанавливаться с приходом новой власти.

### Современное государство
В 2024 году премьер-министр Албании Эди Рама заявил о намерении создать государство в самое ближайшее время.

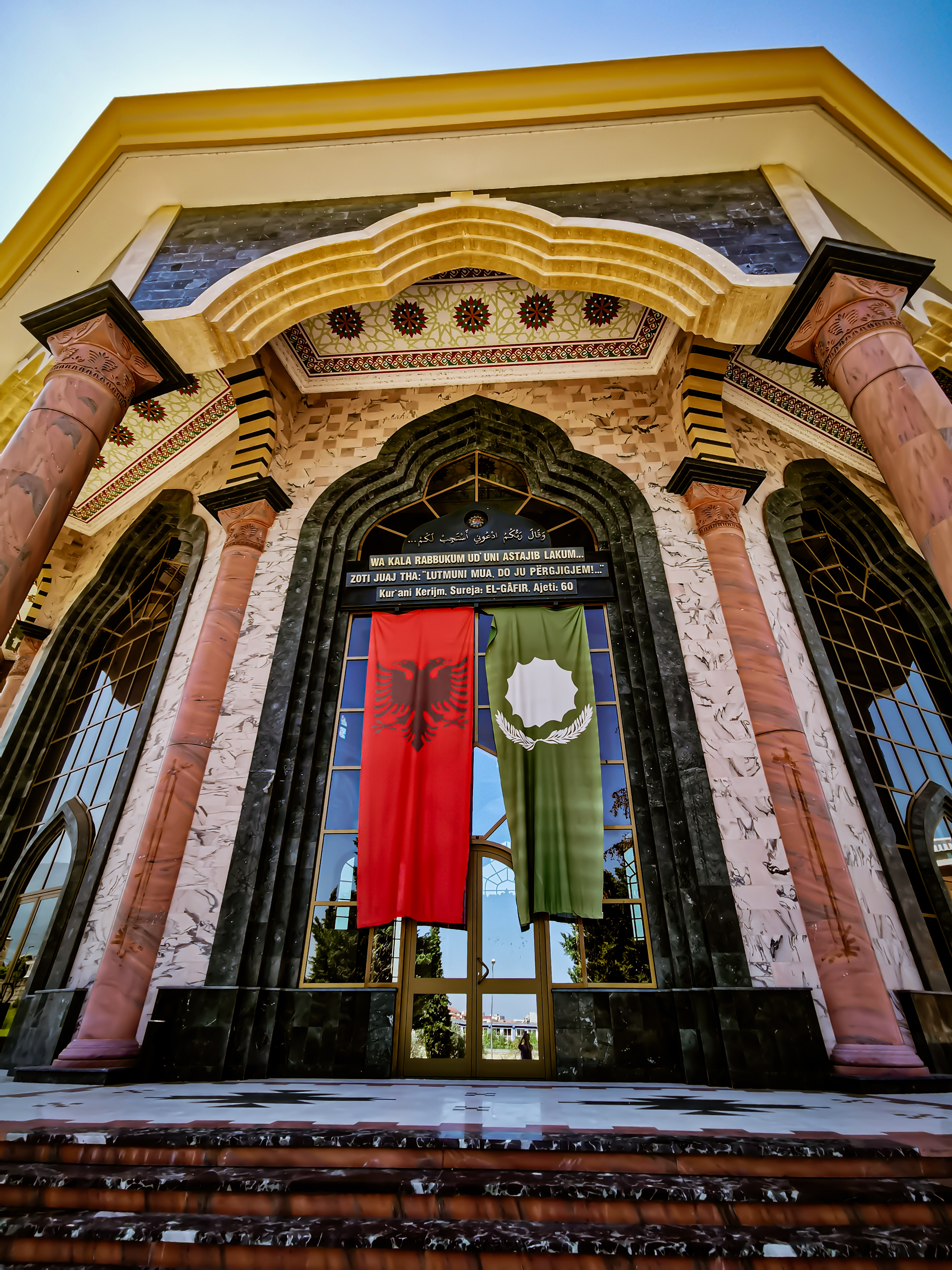
Всемирная штаб-квартира Бекташи, 2019 год.

## География

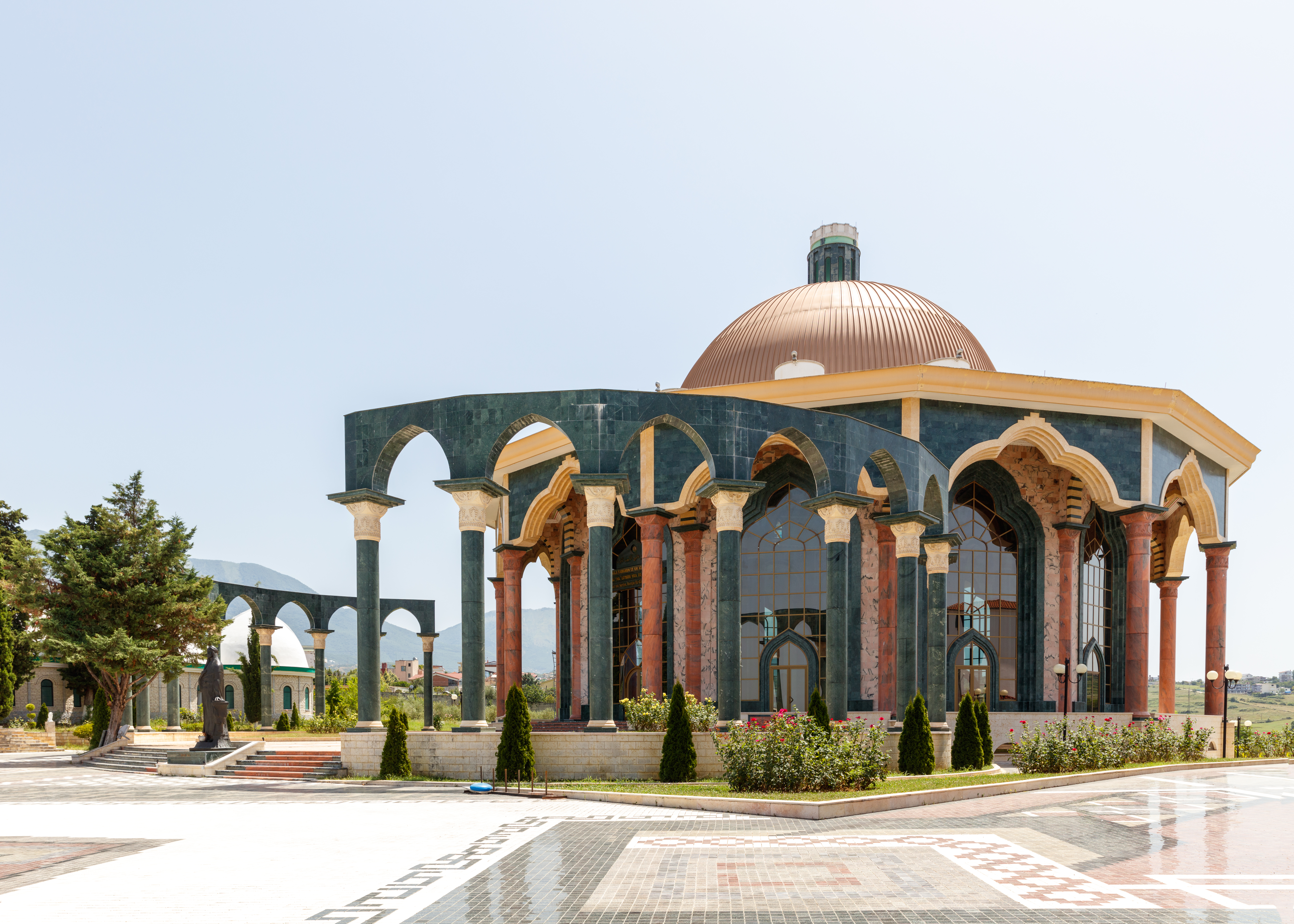
Штаб-квартира Бекташи

Государство должно расположиться в восточной части Тираны, столицы Албании. Со всех сторон государство будет окружено территорией Албании. Столица расположится во Всемирной штаб-квартире Ордена Бекташи, которой должна стать самой маленькой и молодой столицей в мире.

## Правительство

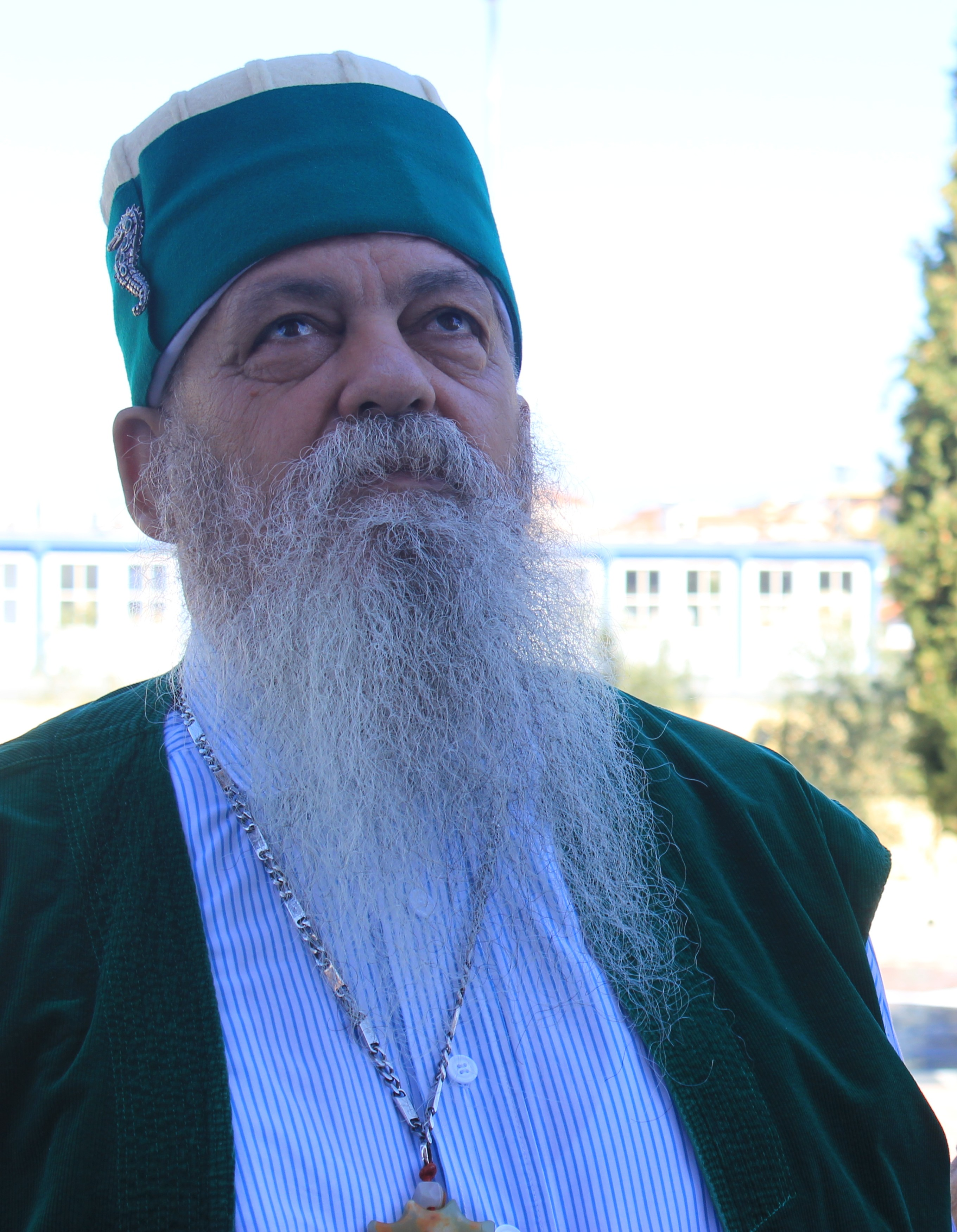
Баба Монди в 2017 году

Возглавить государство должен Баба Монди, нынешний верховный лидер Ордена.

## Международное признание
Премьер-министр Албании Эди Рама отмечает, что не надеется на признание со стороны Ирана. Свою позицию он обосновывает следующим образом: «Одна страна, которая вряд ли признает это, — это Иран, в котором много, в основном подпольных, последователей суфийского ислама, включая некоторых бекташи, но который считает себя защитником шиитского ислама от неортодоксальных толкований веры».
Верховный лидер Ордена Бекташей Баба Монди отмечает, что надеется на признание со стороны Соединённых Штатов и других западных государств.